# Stallehr
Stallehr är en ort och kommun i distriktet Bludenz i förbundslandet Vorarlberg i Österrike.